# ۱۵۴۳ (میلادی)
۱۵۴۳ (میلادی) هزار و پانصد و چهل و سومین سال تقویم میلادی است.
- ۲۴ مه – نیکلاس کوپرنیک، دانشمندی لهستانی تبار که نظریه خورشید مرکزی منظومه شمسی را بسط داد (ز. ۱۴۷۳)
- ۲۹ نوامبر – هانس هلباین پسر، نقاش آلمانی